# Anna Vinnitskaya
Anna Vinnitskaya (englische Schreibweise von russisch Анна Валерьевна Винницкая Anna Walerjewna Winnizkaja, wiss. Transliteration Anna Valer’evna Vinnickaja; * 4. August 1983 in Noworossijsk) ist eine russische Pianistin und Hochschulprofessorin.

## Leben
Anna Vinnitskaya stammt aus einer Musikerfamilie. Ihre Eltern sind ebenfalls Pianisten, ihr Großvater war Dirigent. Im Alter von sechs Jahren erhielt sie ersten Klavierunterricht und trat bereits drei Jahre später öffentlich auf. 1995 zog ihre Familie nach Rostow am Don, wo sie von 1996 bis 2001 von Sergei Ossipenko am Rachmaninow-Konservatorium unterrichtet wurde. Anschließend setzte sie ihr Studium bis 2006 an der Hochschule für Musik und Theater Hamburg bei Ralf Nattkemper und in der Meisterklasse von Evgeni Koroliov fort.
Vinnitskaya ist Preisträgerin zahlreicher Wettbewerbe, 2007 gewann sie als zweite Frau in der Geschichte des Wettbewerbs den 1. Preis im Fach Klavier beim Concours Musical Reine Elisabeth. Seitdem konzertierte sie international mit unter anderem dem Gewandhausorchester, der Sächsischen Staatskapelle Dresden, den Bamberger Symphonikern, den Münchner Philharmonikern, dem Frankfurter Opern- und Museumsorchester, verschiedenen Rundfunk-Sinfonieorchestern, dem Royal Philharmonic Orchestra, dem City of Birmingham Symphony Orchestra, dem Israel Philharmonic Orchestra, dem Orchestre de la Suisse Romande, dem Belgian National Orchestra und dem Philharmonischen Orchester Luxemburg. Dabei arbeitete sie mit Dirigenten zusammen wie zum Beispiel Waleri Gergijew, Andris Nelsons, Iván Fischer, Alan Gilbert, Paul Goodwin, Mirga Gražinytė-Tyla, Marek Janowski, Dmitri Kitajenko, Emmanuel Krivine und Krzysztof Urbański.
Nach ihrem Debüt bei den Berliner Philharmonikern im Jahr 2017 trat sie 2021 mit diesem Orchester unter der Leitung von Kirill Petrenko bei den Salzburger Festspielen, beim Lucerne Festival und in der Philharmonie de Paris auf.
Vinnitskaya gibt zudem Solorecitale und wirkt als Kammermusikerin. Unter anderem spielte sie im Trio mit Emmanuel Tjeknavorian (Violine) und Daniel Müller-Schott (Cello) beim Rheingau Musik Festival und bei den Festspielen Mecklenburg-Vorpommern.
Vinnitskaya lehrt seit 2009 als Professorin für Klavier an der Hochschule für Musik und Theater Hamburg.

## Preise (Auswahl)
- 1995: 1. Preis beim Internationalen Junoshenki Wettbewerb
- 2000: 3. Preis beim Concorso Internazionale Pianistico Rina Sala Gallo in Monza[12]
- 2002: 1. Preis und Zuschauerpreis beim Concurso Internacional Premio Jaén Piano in Jaén[1]
- 2004: 1. Preis beim Concorso internazionale „Premio Mauro Paolo Monopoli“ in Barletta[1]
- 2005: 4. Platz beim Internationalen Klavierwettbewerb Ferruccio Busoni (Bozen)[13]
- 2005: 3. Preis beim Kissinger Klavierolymp[14]
- 2007: 1. Preis beim Concours Reine Elisabeth[5]
- 2008: Leonard Bernstein Award des Schleswig-Holstein Musik Festivals[1]
- 2011: Echo Klassik in der Kategorie „Nachwuchskünstlerin“ für die CD Prokofiev/Ravel: Klavierkonzerte[15]
- 2016: Echo Klassik für die Einspielung Schostakowitsch: Klavierkonzerte[16]

## Diskografie (Auswahl)
- Rachmaninov, Gubaidulina, Medtner, Prokofiev. Klaviersonaten. (Ambroisie; 2009)
- Prokofiev, Ravel. Anna Vinnitskaya (Klavier), DSO Berlin, Dirigent: Gilbert Varga (Naïve; 2010)
- Ravel. U.a. Pavane pour une Infante défunte. (Naïve; 2011)
- Shostakovitch: Piano Concertos. Anna Vinnitskaya (Klavier), Kremerata Baltica (Alpha Classics; 2015)
- Brahms. U.a. 8 Klavierstücke op. 76. 2 Rhapsodien op. 79 (Alpha Classics; 2016)
- Rachmaninow. Klavier-Konzert Nr. 2, Paganini-Rhapsodie. Mit dem NDR Elbphilharmonie Orchester, Dirigent: Krzysztof Urbański (Alpha Classics)
- Bach: Concertos for Pianos. Klavier: Evgeni Koroliov, Anna Vinnitskaya, Ljupka Hadzi-Georgieva. Kammerakademie Potsdam (Alpha Classics; 2019)
- Chopin: 4 Ballades, 4 Impromptus (Alpha Classics; 2021)